# Alex Goligoski
Alexander Marcus Flint Goligoski, född 30 juli 1985, är en amerikansk före detta professionell ishockeyback som spelade 17 säsonger National Hockey League (NHL) för Pittsburgh Penguins, Dallas Stars, Arizona Coyotes och Minnesota Wild. Goligoski draftades av Penguins i andra rundan som 61:a totalt vid NHL Entry Draft 2004 och vann Stanley Cup 2009 med dem.

## Karriär
Goligoski valdes av Pittsburgh Penguins som 61:a spelare totalt i 2004 års NHL-draft och gjorde debut för Penguins i februari 2008. Han var med i truppen när Penguins vann Stanley Cup 2008–09 men spelade endast två matcher under slutspelet.
Den 15 juni 2009 förlängde Goligoski sitt kontrakt med Penguins. Kontraktet är på tre år och värt $ 5,5 miljoner.
21 februari 2011 blev Goligoski bortbytt till Dallas Stars för James Neal och Matt Niskanen.
Efter säsongen 2023-24 meddelade Goligoski att han avslutar sin karriär.

## Statistik

### Klubbkarriär
| 2002–03    | Grand Rapids High School       | HSMN       | 28   | 14 | 20  | 34  | 22  | —  | — | —  | —  | —  |
| 2002–03    | River City Lancers             | USHL       | 10   | 0  | 1   | 1   | 0   | 1  | 0 | 0  | 0  | 0  |
| 2003–04    | Grand Rapids High School       | HSMN       | 26   | 25 | 31  | 56  | 16  | —  | — | —  | —  | —  |
| 2003–04    | Sioux Falls Stampede           | USHL       | 10   | 0  | 2   | 2   | 6   | —  | — | —  | —  | —  |
| 2004–05    | University of Minnesota        | WCHA       | 32   | 5  | 15  | 20  | 44  | —  | — | —  | —  | —  |
| 2005–06    | University of Minnesota        | WCHA       | 41   | 11 | 28  | 39  | 63  | —  | — | —  | —  | —  |
| 2006–07    | University of Minnesota        | WCHA       | 44   | 9  | 30  | 39  | 51  | —  | — | —  | —  | —  |
| 2007–08    | Wilkes-Barre/Scranton Penguins | AHL        | 70   | 10 | 28  | 38  | 53  | 23 | 4 | 24 | 28 | 18 |
| 2007–08    | Pittsburgh Penguins            | NHL        | 3    | 0  | 2   | 2   | 2   | —  | — | —  | —  | —  |
| 2008–09    | Pittsburgh Penguins            | NHL        | 45   | 6  | 14  | 20  | 16  | 2  | 0 | 1  | 1  | 0  |
| 2008–09    | Wilkes–Barre/Scranton Penguins | AHL        | 26   | 2  | 16  | 18  | 16  | —  | — | —  | —  | —  |
| 2009–10    | Pittsburgh Penguins            | NHL        | 69   | 8  | 29  | 37  | 22  | 13 | 2 | 7  | 9  | 2  |
| 2010–11    | Pittsburgh Penguins            | NHL        | 60   | 9  | 22  | 31  | 28  | —  | — | —  | —  | —  |
| 2010–11    | Dallas Stars                   | NHL        | 23   | 5  | 10  | 15  | 12  | —  | — | —  | —  | —  |
| 2011–12    | Dallas Stars                   | NHL        | 71   | 9  | 21  | 30  | 16  | —  | — | —  | —  | —  |
| 2012–13    | Dallas Stars                   | NHL        | 47   | 3  | 24  | 27  | 18  | —  | — | —  | —  | —  |
| 2013–14    | Dallas Stars                   | NHL        | 81   | 6  | 36  | 42  | 28  | 6  | 1 | 2  | 3  | 8  |
| 2014–15    | Dallas Stars                   | NHL        | 81   | 4  | 32  | 36  | 24  | —  | — | —  | —  | —  |
| 2015–16    | Dallas Stars                   | NHL        | 82   | 5  | 32  | 37  | 34  | 13 | 4 | 3  | 7  | 6  |
| 2016–17    | Arizona Coyotes                | NHL        | 82   | 6  | 30  | 36  | 28  | —  | — | —  | —  | —  |
| 2017–18    | Arizona Coyotes                | NHL        | 78   | 12 | 23  | 35  | 26  | —  | — | —  | —  | —  |
| 2018–19    | Arizona Coyotes                | NHL        | 76   | 3  | 24  | 27  | 16  | —  | — | —  | —  | —  |
| 2019–20    | Arizona Coyotes                | NHL        | 70   | 4  | 28  | 32  | 24  | 9  | 0 | 0  | 0  | 2  |
| 2020–21    | Arizona Coyotes                | NHL        | 56   | 3  | 19  | 22  | 14  | —  | — | —  | —  | —  |
| 2021–22    | Minnesota Wild                 | NHL        | 72   | 2  | 28  | 30  | 34  | 4  | 0 | 0  | 0  | 2  |
| 2022–23    | Minnesota Wild                 | NHL        | 46   | 2  | 4   | 6   | 16  | —  | — | —  | —  | —  |
| 2023–24    | Minnesota Wild                 | NHL        | 36   | 0  | 10  | 10  | 18  | —  | — | —  | —  | —  |
| NHL totalt | NHL totalt                     | NHL totalt | 1078 | 87 | 388 | 475 | 376 | 47 | 7 | 14 | 21 | 20 |

### Internationellt
| År            | Lag           | Turnering     | Resultat      |   | Matcher | Mål | Assist | Poäng | Utv |
| ------------- | ------------- | ------------- | ------------- | - | ------- | --- | ------ | ----- | --- |
| 2005          | USA           | JVM           | 4:a           | 7 | 0       | 1   | 1      | 2     |     |
| 2012          | USA           | VM            | 7:a           | 8 | 1       | 4   | 5      | 2     |     |
| Junior totalt | Junior totalt | Junior totalt | Junior totalt | 7 | 0       | 1   | 1      | 2     |     |
| Senior totalt | Senior totalt | Senior totalt | Senior totalt | 8 | 1       | 4   | 5      | 2     |     |